# 竹害

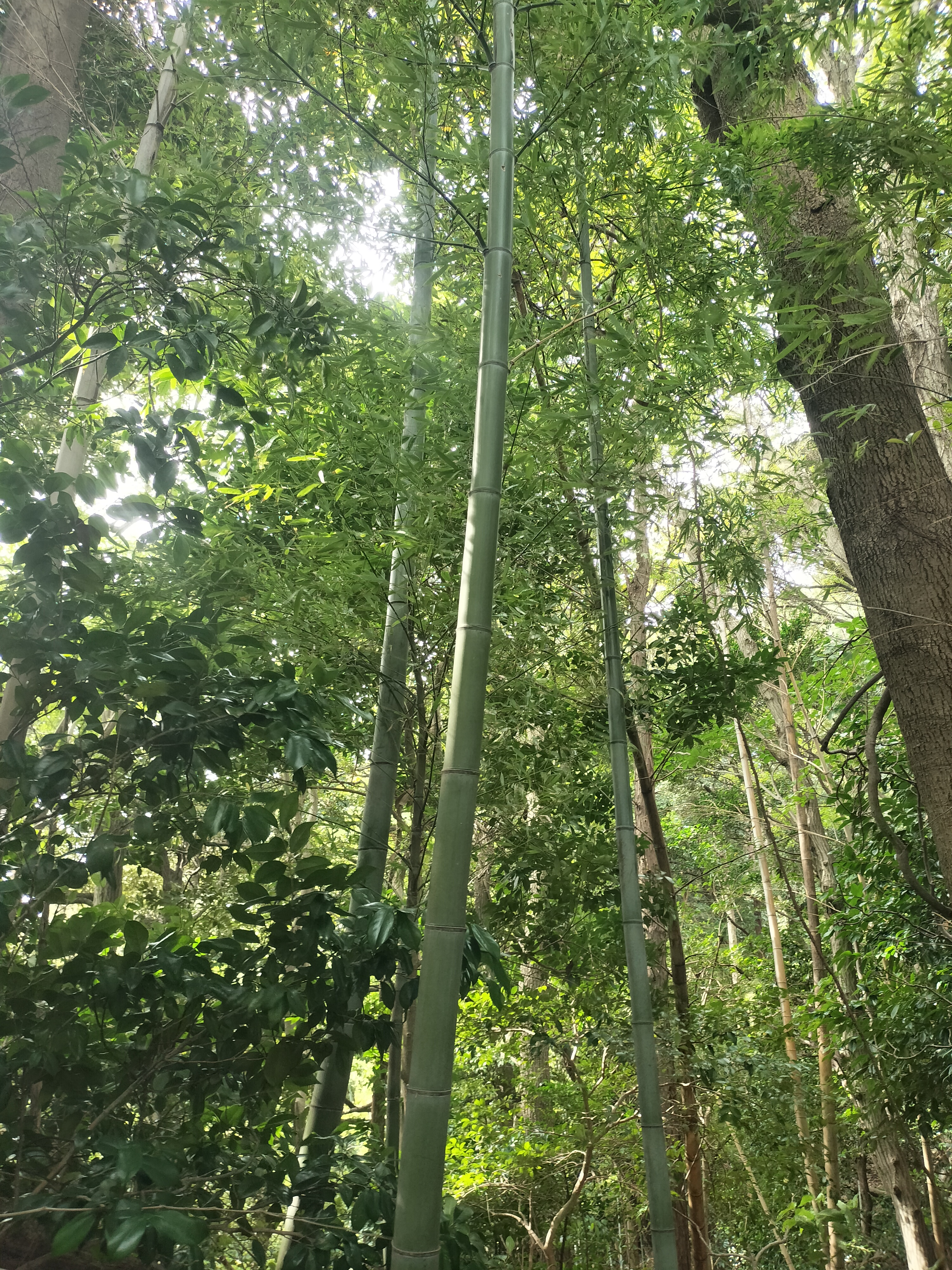
森林に侵入するモウソウチク
（神奈川県鎌倉市）

竹害（ちくがい）とは、モウソウチクやマダケなどの竹林が放置されたことなどにより起こる、竹林の荒廃や拡大、それに伴う自然環境や人間への悪影響のことである。戦後の竹やタケノコの輸入の増加、竹製品のプラスチック等への置き換えなどによってそれまで利用されていた竹林が手入れされなくなったこと、また周辺の森林が管理されなくなったことが問題の発端である。本記事では、竹害が深刻な日本の状況を中心に記述し、またその対策についても述べる。

## 歴史
近世に日本に移入された外来植物である孟宗竹は、1950年代頃までは竹材や筍を得るために管理された竹林にて栽培されていた。竹林の周囲は深さ1メートル程度の空堀を掘り巡らすなどの対策がなされていた。しかし昭和40年代のマダケの枯死を原因とする竹材の輸入の増加、昭和50年代からの輸入品のタケノコが出回って筍栽培が経済的に成立しなったこと、またプラスチック製品の普及などによる竹材の需要の減少などのため、各地の竹林は管理されなくなっていった。また、木材価格の低下、薪や腐葉土の需要の減少、過疎化などにより竹林周辺の森も管理されなくなり、そこに存在した樹木は竹と競合するようになった。
元来繁殖力が異常に強い竹は、これによって竹林の周囲に無秩序に進出し、既存の植生を破壊していった。アカマツやクヌギ、コナラなどかつて里山で優勢であった樹種が置換され、生態系が単純化してしまうことや、孟宗竹は土壌保持力が低いため崖崩れが起きやすくなること、さらに景観悪化や獣害拡大などの問題が懸念される。
特に竹害が激しいのは京都府、静岡県、山口県、鹿児島県、高知県、愛媛県などである。1989年から2000年までの間に静岡県内の竹林は1.3倍に拡大したとされるほか、千葉県では、竹林拡大が問題となっている7地点において、2015年までの30年間で平均6.7倍に竹林面積が増大したとの報告がある。
2018年現在竹の産業利用への期待は高まっているが、人件費がかさむことによる採算性の悪さが課題になっている。また、温暖化により竹の生育適地が広がるため、これらの土地を含めて竹の管理の放棄や導入を防ぐことも重要である。

## 影響

### 植生への影響

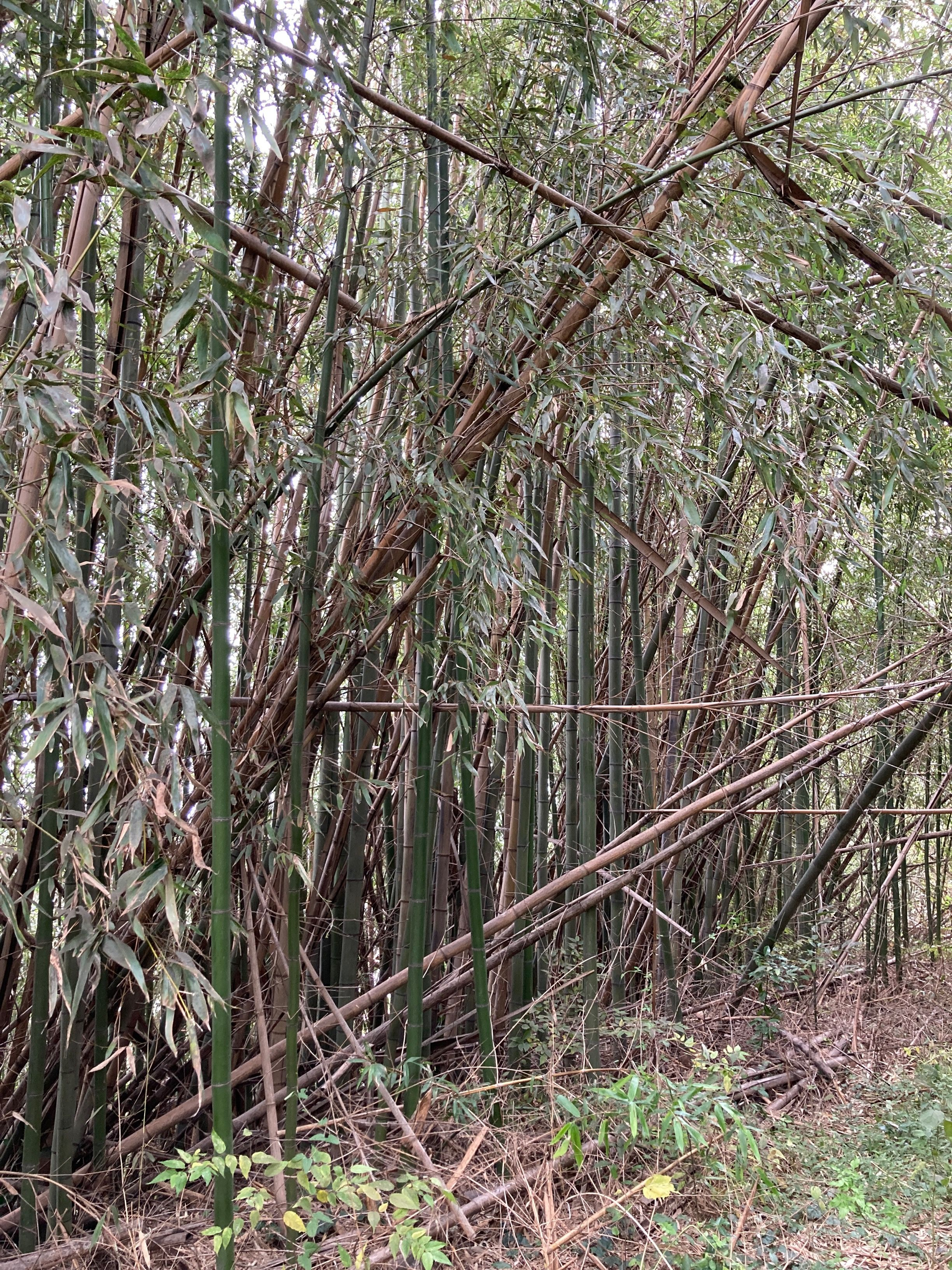
竹林の管理放棄は景観の悪化や、植物の多様性の低下を引き起こす

かつては1962年に沼田眞が発表した、竹林は遷移の段階から見れば途中のものであるという見解が支配的だった。2010年現在では竹林が周辺の森林に拡大する一方、森林へと変化する事例が稀であることが明らかになっており、この見解は否定されている。
竹はスギ・ヒノキ人工林を含めた森林に侵入し、陽樹や明るい環境を好む草本を中心に、一部の陰樹を含めて植物の多様性を大きく低下させる。一方で増加傾向が報告されるのはナンテン、チャノキ、クロヤツシロラン、アキザキヤツシロランなどごく少数の種のみである。
主な原因は高い位置にある竹の葉による光の遮断であると考えられるが、竹よりも遥かに樹高の高いスギやヒノキといった樹木も枯死し、こちらは竹に土壌中の水を奪われることが原因と思われる。
また、既に存在する竹林でも荒廃にともなう竹の密度の増加により、植物(場合によっては希少種を含むことも)の多様性が減少している。このような場合は竹の密度を抑えることで、多様性を回復させることができる。

### 保水力、災害への影響

#### 保水力への影響
竹林の拡大は森林の保水力（水源かん養保安林などに求められるいわゆる緑のダム機能）に影響を与えている可能性が否定できない。このことは藤原洋一らの2016年の論文で明らかにされた。
藤原らは拡大竹林（竹が森林など他の植生を置き換えた土地）において竹の根が増加するほど土壌の保水性が低下していること、地表に達した水の移動の多くが竹の根(死んだ者も含む)や地中の亀裂に沿っていることを明らかにした。
これ以前の研究では、竹林土壌の浸透能が比較的大きいこと、地表流が少ないこと、竹林からの水の蒸発散量が針葉樹の人工林と大きく変わらないことなどが明らかになっていたが、竹林の地表に到達した水の移動の多くは竹の根や地中の亀裂に沿っていることを考えると、これらの研究だけで竹林の拡大が川の水量に与える影響を評価することはできない。今後は地表に達した水の移動経路別の割合の測定や、流域レベルでの水量への影響の推定といった研究が求められる。

#### 土砂崩れへの影響
降雨による竹林斜面の土砂崩れへの影響については2000年代までにも複数の研究がなされてきたが、数式を使った分析が不十分である、竹が地表面と水平に広げた根の崩壊防止効果が十分に考慮されていないといった課題があった。このため2017年に出版された宮城昭博と三好岩生による論文では竹の根の崩壊防止効果を見直したうえで竹林斜面の崩壊条件を示す数式を提案している。
このモデルでは不安定土層厚の大きい谷地形や大規模な斜面ほど竹林の侵入により斜面が不安定化すると予測されるため、谷地形の大規模な竹林に優先的に対処すべきであると考えられる。なお当然ながらこのモデルはさらなる検証が必要である。またこの研究では竹林の管理や侵入からの年数が竹林斜面の安定性に与える影響の評価は扱われておらず、今後研究が進むことが望まれる。
なお、竹の一種ホウライチクは根を地面に垂直に深く張るため、むしろ斜面の崩壊を防止することが知られている。

### 獣害の拡大
イノシシは竹の地下茎やタケノコを採食し、竹林をスギの人工林よりも餌場として好む傾向がある。このため、放置竹林がイノシシの分布拡大につながり農作物被害を増加させている可能性がある。竹林を残す場合は整備だけでは効果がなく、被害の防止には電気柵もしくは竹を重ねた防護柵の設置が不可欠である。

## 駆除及び拡大防止法
主な駆除・拡大防止法としては遮蔽物による拡大防止、継続的な伐採、除草剤の利用の三つがあり、林野庁所管の国立研究開発法人森林研究・整備機構森林総合研究所が2018年に公開した竹害対策のマニュアルである広がる竹林をどうしよう？というときに : 放置竹林の把握と効率的な駆除技術に取り上げられている。
このマニュアルに書かれていない取り組みでも、侵入する竹やタケノコの除去、家畜の放牧や地下茎の除去などといった方法が効果を上げている。いずれの方法でも、竹を駆除するには地下茎を枯らすか弱らせることが肝要である。

### 侵入する竹やタケノコの除去
隣接する森林やその他の土地の放置や管理不十分のため、竹が隣接する土地から侵入、定着する事例が多い。竹林に隣接する土地では、侵入するタケノコを除去することで容易に竹林拡大を予防できる。竹になるまで育ってしまった場合は、竹が地下茎に養分を蓄えることを防ぐため伸びた直後に切ることが望ましい。

### 遮蔽物による拡大防止
油圧ショベルなどで掘った溝に遮蔽物を埋設することで、竹の地下茎の拡大を食い止め竹の侵入を防ぐことができる。50cm程の深さでも効果があるとされるが、土の層が深い場合はさらに深くする必要がある。また、地表面からも侵入するため、上端部が10cm程地上に露出するように設置する。遮蔽物としてはトタンやポリカ波版、農業用の畔板、コンクリート板が利用でき、コンクリート板は比較的高価だが、耐用年数が他のものよりはるかに長いので長期間使う場合最も費用がかからない。近年では民間企業により竹の根に使用する新たな遮蔽物が開発、市販されている。
単に板を埋め込むだけでは完全に侵入を防止できない。板の継ぎ目や下から地下茎の侵入が見られる場合があり、溝の底辺部を締め固め、継ぎ目を密着させる必要があり、また侵入した場合などに備え巡回や刈払いを行わなければならない。板の地上部が埋もれないよう、土砂や落ち葉を除去することも必要である。

### 継続的な伐採
竹林を広葉樹林に戻そうとする場合、植樹に加え竹を継続的に刈り払う（年２回の場合は7－8年）ことで竹がほぼ完全に駆除される。伐採後に生える竹の一部が小型になることがあるが、大型の竹と同程度に光合成を行うのでこれらも残さずに刈り取る必要がある。継続的な伐採には費用がかかるが、家畜の放牧により再生竹を除去することで費用が4割以上抑えられるとする研究もある。竹の伐採が継続的に行われない場合は13年で地上の植物の現存量(バイオマス)の半分が竹になるなどの事例があるように、竹林の駆除に失敗する。
伐採の際、運搬やチップ化のコストや困難さのため、棚などを作り切った竹を集める場合がある。この場合は棚周辺の竹の刈り払いが困難になるので、少なく見積もっても切った竹が腐る10－12年以上刈り払いを続けることが必要になる。
竹林の傾斜や周辺の道路状況によっては、重機を利用した伐採や輸送も可能である。一部の林業用機械も使用できるほか、近年では竹林での作業道開設から伐採、輸送までを行えるアタッチメントも開発されている。また、竹を伐採と同時に粉砕することができるマルチャー(木材破砕機の一種)も存在する。
12月から翌年2月までの間に1mほどの高さで竹を切る方法が有効だという主張もあり、一部で実践されているが、群馬県の研究によれば従来の方法以上の有効性を確認できなかった。加えて、佐賀県の別の研究では時期によっては切株が邪魔になり切った竹の運び出しや新たに生えた竹の伐採が困難になるという欠点が報告された。

### 除草剤による駆除、再生防止
除草剤を利用する方法としては竹の棹へのグリホサート系や塩素酸系除草剤の注入や塩素酸系除草剤土壌への散布などがあり、竹を使用後半年程度で枯らすことができる。環境への影響は軽微であり、土壌散布の場合は川の水質に影響を与えず、土壌への影響も一時的であること、注入の場合除草剤は竹や地下茎などにとどまり流出しないことが、実験により確認されている。ただし、周辺(15m以内)のタケノコには除草剤の成分が移行する可能性が否定できないので、食用にしないことが望ましい。除草剤使用後に新たな竹が生えてこない場合は、枯れた竹の伐採費用を考慮しても刈り払いのみの場合より安上がりである。除草剤により枯れた竹は倒れる危険がある上、景観に悪影響を与えるので速やかな伐採が必要とされる。
伐採後のグリホサート系除草剤の注入、もしくは塩素酸系除草剤の伐採直前の散布により、竹の再生を抑えられる。塩素酸系除草剤の散布の場合は注入する必要がないため、細い竹にも有効である。
なお、消石灰を撒いた場合は効果がなく、食塩を撒いた場合は下草のみが枯死する。
具体的な方法およびコストの推計、適した時期などについては林野庁系の国立研究開発法人森林研究・整備機構森林総合研究所が2018年に公開した竹害対策のマニュアルに詳しい。

### 放牧による駆除、拡大防止
モウソウチクからなる竹林にて伐採後、ウシ、ブタ、ヤギを放牧し、竹やタケノコを採食させることで、竹林の再生を抑止できる。伐採の時期は、伐採時に新たな竹が生じない冬期が最も適している。コスト面では伐採のみの場合より安上がりと考えられ、ウシを放牧に利用した場合4割近く費用を抑えられるという試算もある。得られる餌の量は耕作放棄地などと比べ少なく、竹林伐採地以外の土地を利用して採食量を確保することが提案されている。
ただし、一般的に放牧による除草は対象の植物の根絶において除草剤より効果が低く、竹の駆除の場合も同様と考えられる。

#### ウシの放牧
ウシを利用する場合は事前にタケノコを食べることに慣らすこと、タケノコの発生量の季節による変化を埋め合わせるため追加の餌もしくは耕作放棄地などの土地を確保することなどの必要性が指摘されている。タケノコや竹の葉は栄養面では優れているが、タケノコの場合は中性デタージェント繊維(NDF、発酵消化に時間がかかる炭水化物)の少なさが懸念点である。秋の放牧では効果が見られず、牛の放牧の開始時期を春のタケノコの発生開始時期に近づけるほど竹の防除効果が高まる。
伐採後に牧草(センチピードグラス)を撒き牧草地化することもでき、この場合は落ち葉などを含む表土を焼却することで牧草の成長が促進される。この場合も、ウシの採食により竹林の再生は防がれる。
竹林と隣接した土地にウシの放牧を行った場合も、同様に竹林の拡大を防ぐことができる。

#### ブタの放牧
放牧されたブタは好んでタケノコを採食し、また土が掘り起こされ地下茎が露出することによりタケノコの芽となる部分が脱落する。竹になるまで育ったものは採食しない。電気柵を利用する場合はブタに電気柵を避けることを自然に学習させるのが良く、また電気柵に慣れていないブタを慣れたブタと一組にして行うと学習が速く進む。
マダケの場合は苦みが強いため、同様の結果になるかは不明である。皆伐したマダケの竹林にブタを放牧する実験は2006年時点で山口県畜産試験場が行うことを予定していたが、その後の経過はわからない。ただし、2005年にモウソウチクとマダケが混生した竹林の皆伐地で行われた実験では、発生したタケノコ14本中13本が採食されたことが確認された。

#### ヤギの放牧
急傾斜地や比較的狭い土地でも放牧を行えることから、ヤギを利用した竹林の草原化の研究もおこなわれている。ヤギはモウソウチクのタケノコや若葉を好んで採食し、また実験においても放牧によりウシ同様竹林の再生を抑止することが確認されている。

### その他
白崎コーポレーションにより、特殊なシートとピンを使った竹専用の防草シートが開発、市販されている。

## 竹の利用による解決の試み
竹の処分に困り継続的な竹林の整備ができない事例も存在するため竹を利用することで整備につなげることが必要とされ、実際にそのような試みが各地でなされている。前述したようにコスト面などが課題となっているが、一部の取り組みは定着している。

### 国産メンマの生産

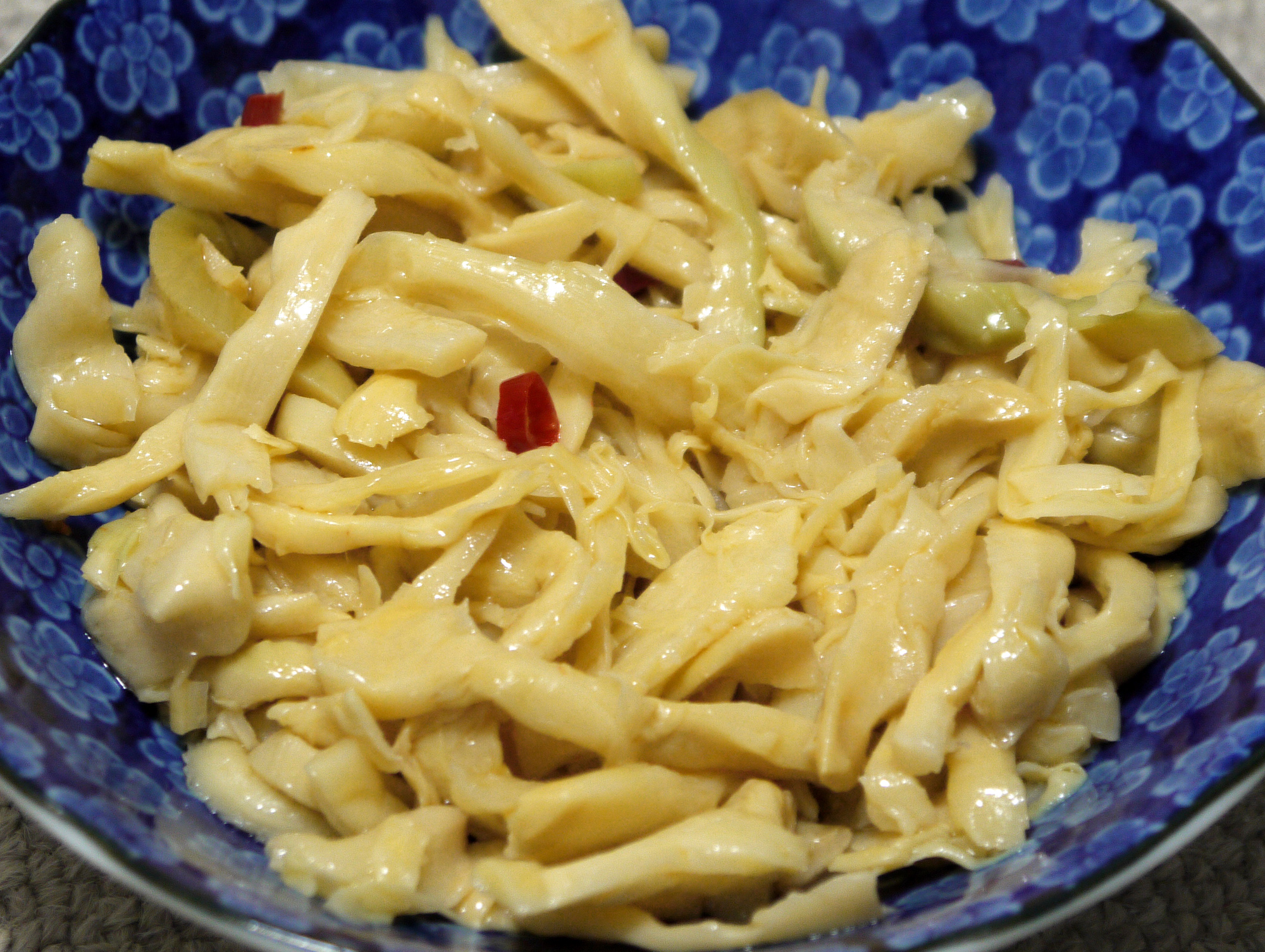
穂先メンマの生産も竹害対策として活用されることがある

その一つにメンマづくりがある。タケノコとしての収穫時期を逸した幼竹(高さ2mほどでも可)を使用でき、またタケノコを掘り起こすよりも労力を必要としない。従来のメンマはマチクを原料としていたが、福岡県の日高榮治氏の取り組みにより、日本の竹林の大半を占めるモウソウチクを使う製法が確立された。同氏は製法を公開する他、他団体と共同で純国産メンマプロジェクトを立ち上げており、同活動の普及により産業利用を通じた竹林整備が推進されることが期待されている。

### 紙への加工
1990年代後半、鹿児島県ではタケノコ生産に利用される竹林が管理されなくなり、放置竹林が増加するのではないかという懸念が持たれていた。これは、前述した竹材利用の減少が原因であり、伐採された竹の行き場がないことが竹林経営者の事業継続意欲の減退に繋がっていた。現地に工場を置く中越パルプ工業は県の相談を受け、竹から紙を生産し始めた。これは、農家が運んだ竹を工場で買い取る集荷体制の整備による輸送費の削減、およびチップ化に利用する刃の変更などの製法の改善により可能になり、行政による竹材生産の支援にも支えられている。

### 竹の飼料化
竹粉はビタミンEや食物繊維を豊富に含むため、飼料として使用した場合は家畜の免疫力向上などが期待される。伐採した竹を飼料に加工し竹害対策の一助にする試みも行われており、中でも宮崎県都城市の民間企業大和フロンティアによる事業は大きな広がりを見せ商業的にも成功している。同社は宮崎県の畜産試験場が開発した竹を主原料とするサイレージの量産化に苦心の末成功し、「笹サイレージ」という名称で商品化。同市の竹林対策の補助金により初期の販路の確保に成功し、急速に事業規模を拡大させた。同社は原材料確保のため、無償で近隣の竹林の伐採を引き受けている。このサイレージを飼料として利用した場合は家畜の腸内環境の改善につながり、肥育や乳量、肉質の向上に結び付く他、一頭当たりの飼料の必要量も減少するという。
その他の事例としては、肉用鶏飼料として事業化された「孟宗ヨーグルト」などが存在する。